# Dell'Aquila (famiglia)
La famiglia Dell'Aquila è una storica casata nobiliare, originaria della Normandia dove aveva assunto il cognome de l'Aigle, che ebbe un ruolo di rilievo nel panorama politico e sociale dell'Italia meridionale sin dall'XI secolo.
Imparentata anche con la casa di Altavilla, già nel 1140 un ramo della famiglia, guidato da Goffredo dell'Aquila, fu insignito da re Ruggero II della contea di Fondi, mantenendone il controllo fino al 1299, anno in cui la contea passò alla famiglia Caetani per il matrimonio tra Giovanna dell'Aquila e Roffredo III Caetani. Nel 1268 la famiglia fu ascritta al patriziato di Benevento, dove possedeva 26 baronie.

Figure di spicco della famiglia furono tra le altre, il fondatore Riccardo e il figlio Ruggero.

## La famiglia Dell'Aquila: Dalle origini Normanne alla Calabria
Un'altra linea della famiglia si stabilì successivamente in Calabria. Nel XIII secolo, alcuni membri si trasferirono a Paola, contribuendo significativamente allo sviluppo della città. Da Paola, nel XIX secolo, un ramo della famiglia si spostò nell'antica Krimisa, l'odierna Cirò Marina, dove la linea non Caetana dei Dell'Aquila risiede tuttora.
A Cirò Marina, i Dell'Aquila vennero soprannominati "i Paoletti", poiché la popolazione locale associava i nuovi marchesi alla loro provenienza da Paola. Un esponente significativo di questa linea fu Salvatore Dell'Aquila, noto come il "Barone dei Paoletti", scomparso nel 2006.
La famiglia ha anche lasciato un segno importante nella viticoltura locale. Ancora oggi, i Dell'Aquila sono proprietari di aziende agricole che producono vini pregiati, come il Cirò vino, utilizzando vitigni autoctoni quali il Gaglioppo e il Greco Bianco. La loro principale proprietà, Tenuta Russomanno, è situata a Cirò Superiore e comprende vigneti, uliveti e agrumeti coltivati secondo metodi biologici.
Questa storia di migrazioni, matrimoni dinastici e contributi culturali evidenzia il prestigio e l'influenza della famiglia Dell'Aquila nel corso dei secoli, dalle origini normanne fino alla Calabria, dove ancora oggi la loro eredità perdura.

## Esponenti illustri
- Riccardo dell'Aquila (XI secolo), feudatario in Terra di Lavoro
- Riccardo II dell'Aquila, duca di Gaeta nel 1105
- Andrea dell'Aquila, duca di Gaeta nel 1111[4]
- Goffredo dell'Aquila (XII secolo), primo conte di Fondi
- Riccardo III Dell'Aquila (XIII secolo), conte di Fondi
- Riccardo IV Dell'Aquila (XIII secolo), conte di Fondi
- Giovanna dell'Aquila (XIV secolo), figlia di Riccardo IV[5]
- Niccolò Caetani (ante1324- post 1348), conte di Fondi, figlio di Giovanna e di Roffredo III Caetani